# Мирабилитский сельсовет
Мирабилитский сельсовет — муниципальное образование со статусом сельского поселения и административно-территориальное образование в Кулундинском районе Алтайского края России. Административный центр — посёлок Мирабилит.

## Демография
По результатам Всероссийской переписи населения 2010 года, численность населения муниципального образования составила 689 человек, в том числе 333 мужчины и 356 женщин. Оценка Росстата на 1 января 2012 года — 694 человека.

## Населённые пункты
В состав сельского поселения входит 2 населённых пункта:
- село Кирей,
- посёлок Мирабилит.